# دارون عجم‌اوغلو
دارون عجم‌اوغلو (ارمنی: Տարոն Աճեմօղլու؛ ‏ ترکی استانبولی: Daron Acemoğlu؛ ‏ تلفظ ترکی استانبولی: [ˈadʒemo:ɫu]؛ زادهٔ ۳ سپتامبر ۱۹۶۷) اقتصاددان ترکیه‌ای-آمریکایی است که از سال ۱۹۹۳ در موسسه فناوری ماساچوست (اِم‌آی‌تی) تدریس کرده است، جایی که در حال حاضر پروفسور اقتصاد الیزابت و جیمز کیلیان است و در سال ۲۰۱۹ به عنوان استاد در MIT معرفی شد. او در سال ۲۰۰۵ موفق به دریافت مدال جان بیتس کلارک و در سال ۲۰۲۴ برنده جایزه نوبل اقتصاد شد.
عجم‌اوغلو پس از پل کروگمن و گرگ منکیو در فهرست «بهترین اقتصاددانان زنده زیر ۶۰سال» در نظرسنجی سال ۲۰۱۱ در میان اقتصاددانان آمریکایی رتبه سوم را به خود اختصاص داد. در سال ۲۰۱۵، او به عنوان پر استنادترین اقتصاددان ۱۰ سال گذشته بر اساس مقاله‌های پژوهشی اقتصاد (RePEc) انتخاب شد. بر اساس پروژه برنامه درسی باز، عجم‌اوغلو سومین نویسنده پراستناد در برنامه‌های درسی دانشگاه برای دوره‌های اقتصاد پس از گریگوری منکیو و پل کروگمن است.
عجم‌اوغلو به همراه جیمز ای رابینسون و سایمون جانسون به صورت مشترک برای مطالعات تطبیقی خود در زمینه شکوفایی دولت‌ها و امپراتوری‌ها برنده جایزه نوبل اقتصاد در سال ۲۰۲۴ شدند.

## زندگی

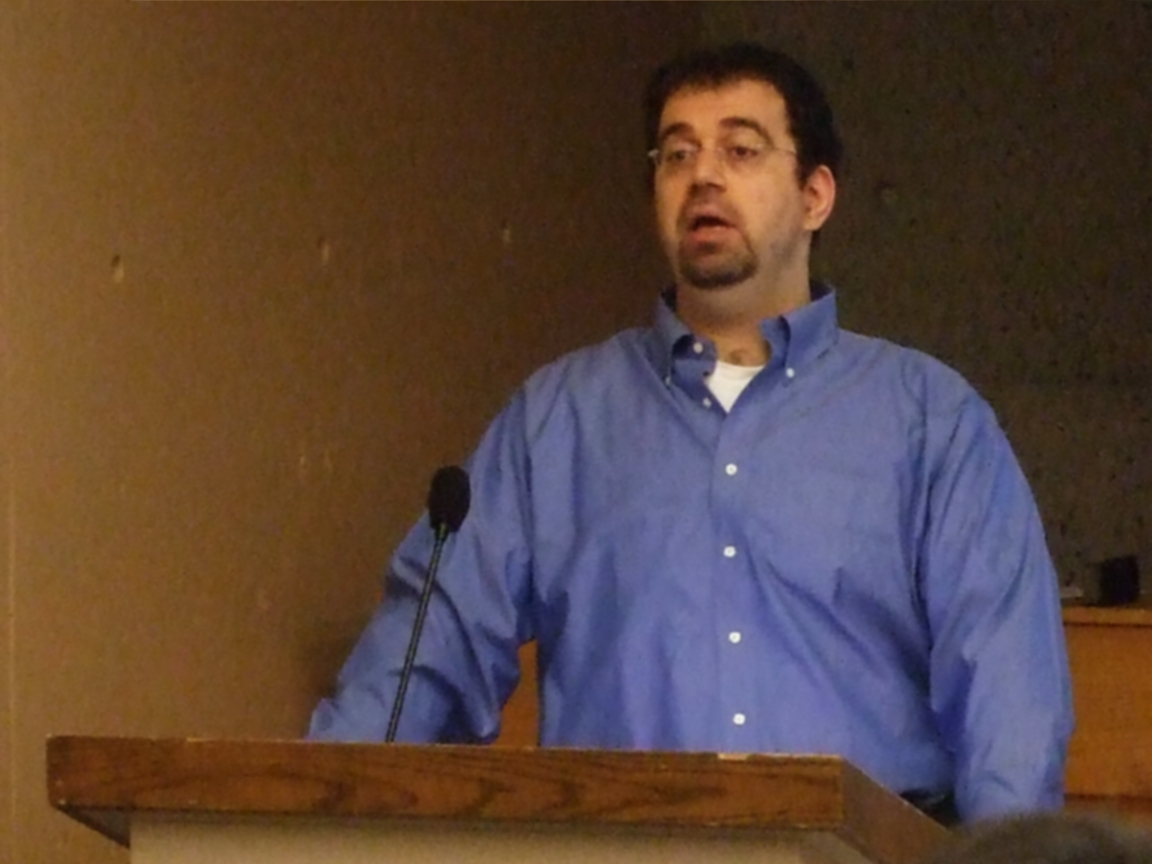

عجم‌اوغلو در خانواده‌ای ارمنی در استانبول، ترکیه متولد شد. پدرش «گئورگ» که وکیل و مدرس دانشگاه استانبول بود در سال ۱۹۸۸ درگذشت. مادرش «ایرما» (متوفی در ۱۹۹۱) مدیر و معلم مدرسه‌ای ارمنی در استانبول بود.

## آموزش
عجم‌اوغلو پس از فارغ‌التحصیلی از دبیرستان گالاتاسرای در ۱۹۸۶ در استانبول، لیسانس خود را از دانشگاه یورک در بریتانیا و فوق لیسانس خود را در اقتصادسنجی و اقتصاد ریاضیاتی و پی‌اچ‌دی خود را در ۱۹۹۲ از مدرسه اقتصاد لندن دریافت کرد.
او یک سال به عنوان مدرس اقتصاد در مدرسه اقتصاد لندن فعالیت کرد تا این که در ۱۹۹۳ به عضویت هیئت علمی مؤسسه فناوری ماساچوست (ام‌آی‌تی) درآمد. در سال ۲۰۰۰ او به استاد تمامی ترفیع یافت و در ۲۰۰۴ استاد کرسی چارلز کیندلربرگر اقتصاد کاربردی شد. او همچنین عضو پیوستهٔ دفتر ملی پژوهش اقتصادی، مرکز عملکرد اقتصادی، مرکز رشد بین‌المللی، و مرکز پژوهش سیاست اقتصادی است. او در سال ۲۰۰۶ به عنوان عضو پیوستهٔ فرهنگستان هنر و علوم آمریکا انتخاب شد.

## حرفه
او که هم‌اکنون استاد کرسی الیزابت و جیمز کیلین در اقتصاد در ام‌آی‌تی است در زمرهٔ ۱۰ اقتصاددان پراستناد بر اساس IDEAS/RePEc است. او در سال ۲۰۰۵ مدال جان بیتز کلارک را برنده شد.

## دستاوردها
اوغلو در سال ۲۰۱۳ برنده «جایزهٔ فرهنگ و هنرهای ریاست جمهوری ترکیه»، و جایزهٔ دیگری از سوی فرهنگستان علوم ترکیه شده است.
عجم‌اوغلو در سال ۲۰۲۴ به همراه سایمون جانسون و جیمز رابینسون برنده جایزه نوبل اقتصاد شد. بنا به اعلام فرهنگستان علوم پادشاهی سوئد، این جایزه «به‌دلیل مطالعات‌شان دربارهٔ چگونگی شکل‌گیری نهادهای اجتماعی و تأثیرگذاری آن بر رفاه» اعطا شده است.

## دیدگاه‌ها
دارون عجم‌اوغلو از جمله دانشگاهیانی بود که در نامه‌ای از قانونی‌سازی گراس در کلرادو حمایت کرد.
این استاد دانشگاه با معرفی جمهوری اسلامی به عنوان یک «حکومت درمانده» پیش‌بینی کرده بود که سال‌های سختی در انتظار مردم ایران خواهد بود. او گفته بود که «دهه‌ها سرکوب و حضور حکومتی که نماینده واقعی مردم ایران نیست» زمینه را برای فساد بدتر و سرکوب وحشیانه‌تر فراهم کرده است.

## زندگی شخصی
او با آسومان ازداغلر، استاد ترک مهندسی برق ام‌آی‌تی که دختر اسماعیل ازداغلر، وزیر سابق ترکیه، است، ازدواج کرده است.

## آثار
- عجم‌اوغلو, دارون; رابینسون, جیمز ای. (۲۰۰۶). Economic Origins of Dictatorship and Democracy. انتشارات دانشگاه کمبریج. ISBN 978-0-521-85526-6.
- عجم‌اوغلو, دارون (۲۰۰۸). Introduction to Modern Economic Growth. انتشارات دانشگاه پرینستون. ISBN 978-1-4008-3577-5.
- عجم‌اوغلو، دارون؛ رابینسون، جیمز ای. (۲۰۱۲). چرا ملت‌ها سقوط می‌کنند. کراون بیزینس. شابک ۰۳۰۷۷۱۹۲۱۹. (تحت عنوان چرا ملت‌ها شکست می‌خورند؟ «ترجمه محمدحسین نعیمی پور و محسن میردامادی» توسط نشر روزنه به چاپ رسیده است)
- عجم‌اوغلو، دارون؛ رابینسون، جیمز ای. (2020) The narrow corridor: States, societies, and the fate of liberty راه باریک آزادی، ترجمه علیرضا بهشتی، جعفر خیرخواهان / نشر روزنه